# Abdalla Abdelgadir
Abdalla Abdelgadir el-Sheikh (arabisch عبد الله عبد القادر الشيخ; * 12. September 1987 in al-Dschunaina) ist ein ehemaliger sudanesischer Leichtathlet, der sich  auf den Mittelstreckenlauf spezialisiert hat.

## Sportliche Laufbahn
Erste internationale Erfahrungen sammelte Abdalla Abdelgadir vermutlich bei den Crosslauf-Weltmeisterschaften 2003 in Lausanne, bei denen er nach 25:46 min auf den 39. Platz im Juniorenrennen gelangte. Anschließend belegte er bei den Jugendweltmeisterschaften im kanadischen Sherbrooke in 1:51,12 min den fünften Platz im 800-Meter-Lauf und im Oktober gelangte er bei den Afrikaspielen in Abuja mit 3:47,67 min auf den siebten Platz über 1500 Meter. Daraufhin siegte er in 3:40,17 min bei den Afro-asiatischen Meisterschaften in Hyderabad. Im Jahr darauf schied er bei den Juniorenweltmeisterschaften in Grosseto mit 4:10,61 min in der Vorrunde im 1500-Meter-Lauf aus und 2005 belegte er bei den Juniorenafrikameisterschaften in Radès in 3:49,04 min den achten Platz. Zudem belegte er bei den erstmals ausgetragenen Islamic Solidarity Games in Mekka in 3:48,49 min den vierten Platz. Im September gewann er dann bei den Arabischen Meisterschaften in Radés in 3:41,74 min die Silbermedaille hinter dem Bahrainer Belal Mansoor Ali. Im Jahr darauf gelangte er bei den Juniorenweltmeisterschaften in Peking mit 3:49,27 min auf den zwölften Platz, ehe er bei den Arabischen Juniorenmeisterschaften in Kairo in 9:13,09 min den fünften Platz über 3000 m Hindernis belegte. 2007 gewann er bei den Arabischen Meisterschaften in Amman in 3:44,74 min die Bronzemedaille über 1500 Meter hinter dem Marokkaner Mohamed Moustaoui und Belal Mansoor Ali aus Bahrain und anschließend kam er bei den Afrikaspielen in Algier mit 3:46,08 min nicht über den Vorlauf hinaus. Zudem gewann er bei den Panarabischen Spielen in Kairo in 3:48,97 min die Bronzemedaille hinter seinem Landsmann Abubaker Kaki und Mohammed Shaween aus Saudi-Arabien. Im Jahr darauf belegte er bei den Afrikameisterschaften in Addis Abeba in 1:52,98 min den achten Platz über 800 Meter und im August schied er bei den Olympischen Sommerspielen in Peking mit 3:47,65 min in der ersten Runde über 1500 Meter aus. 2009 kam er bei den Weltmeisterschaften in Berlin mit 3:47,78 min nicht über die Vorrunde über 1500 Meter hinaus und 2011 belegte er bei den Afrikaspielen in Maputo in 3:48,13 min den neunten Platz. Daraufhin gelangte er bei den Panarabischen Spielen in Doha mit 3:41,38 min auf den siebten Platz. Daraufhin beendete er seine aktive sportliche Karriere im Alter von 25 Jahren.

## Persönliche Bestleistungen
- 800 Meter: 1:47,12 min, 30. Juni 2009 in Kristiinankaupunki
  - 800 Meter (Halle): 1:48,60 min, 24. Februar 2008 in Gent
- 1500 Meter: 3:38,93 min, 26. Mai 2008 in Khartum